# 拉图尔德佩
拉图尔德佩（法語：La Tour-de-Peilz，法語發音：[la.tuʁ.də.pɛ]）是瑞士联邦西部法语区的沃州的一座城市。在行政上属于湖滨高地区管辖。拉图尔德佩的总面积为3.24平方公里。截至2010年底，总人口为10,786。

## 历史
拉图尔德佩境内有一座城堡。

## 地理
拉图尔德佩位于莱芒湖东北岸，在沃韦和蒙特勒之间。

## 友好城市
- 法國 奥尔南